# 飛龍乱
飛龍 乱（ひりゅう らん、2月8日 - ）は、日本の漫画家。高知県出身。水瓶座。成人向け漫画を描く。別名義「時緒 翔」（ときお かける）を持つ。

## 経歴
大学在学時に森山塔のアシスタントとなる。1986年、『スーパーエロス』（司書房）に森山塔の代理原稿として掲載の『I Do Wanna Know』でデビュー。『COMICペンギンクラブ』には創刊号から関わっており2006年10月号までは同誌を中心に活躍。2004年8月号までは表紙も描いていたが成人向け雑誌の封印シール導入をきっかけに交代となった。2006年9月『コミックハウス』の同誌編集業務の終了に伴い活躍の場を新創刊誌『COMIC SIGMA』に移した。2009年現在は主に『COMIC快楽天BEAST』、『COMIC SIGMA』などで活躍。年上の女性モノや、近親相姦を含む熟女モノが多い。代表作は『SOAP』『マテリアルガール』『セレブの棲む家』『MAMAMA』。
また同人サークル「白昼書房」で活動も行っている。
2000年から2006年の廃刊まで、『ゲーム批評』の読者コーナーのイラストと漫画も手掛けた。
1998年にはアシスタントで元漫画家の宇佐木恵と結婚。アニオタで自身のホームページではアニメの感想を主とした日記を書いている。

## 作風
- 近親相姦や大人の女性と少年のSEXを描いた作品が多く、高校生くらいの男女のSEXを描いた作品も多数あるが大人の男女のSEXを描いた作品はさほど多く無い。近年では母子相姦作品が中心になり帯に「母子相姦の巨匠」という売り文句まで付けられている。
- 過去には青年と少女のSEXを描いた作品もあったが、出版社側から禁止されてしまった為、現在では描かれなくなった。
- 男性キャラは服を全く脱がない事も多く、脱いだとしても下半身を簡略化するなどしてマトモに描かれない。特にSEXシーンでは男性キャラがいるのかどうかも分からないくらい描かれない事も多い。

## 作品リスト
1. 『ティーブレイク』 1987年7月1日[4]、司書房
2. 『シスターフェイト』 1989年9月5日[4]、富士美出版
3. 『マテリアルガール DISC-1』 1989年11月10日[4]、辰巳出版
4. 『パスタ☆パスタ』 1990年8月20日[4]、辰巳出版
5. 『お姉さん警報発令！』 1990年12月31日発売[4]、フランス書院〈フランス書院コミック文庫〉、ISBN 4-8296-7176-9
6. 『小悪魔なんて呼ばないで』 1991年5月31日発売[4]、フランス書院〈フランス書院コミック文庫〉、ISBN 4-8296-7196-3
7. 『SUPER シスターフェイト』 1992年6月5日[4]（1992年4月発売）、富士美出版〈富士美コミックス〉
8. 『マテリアルレディ』 1992年11月5日[1]（1992年9月発売）、富士美出版〈富士美コミックス〉
9. 『いけないマジックABC！』 1992年12月31日発売[1]、フランス書院〈フランス書院コミック文庫〉、ISBN 4-8296-7241-2
10. 『サードパーティー』 1993年4月15日[1]（1993年3月発売）、メディアックス〈MDコミックス〉、ISBN 4-89613-210-6
11. 『SOAP 1』 1993年9月5日[1]（1993年7月発売）、富士美出版〈富士美コミックス〉、ISBN 4-89421-034-7
12. 『時計じかけのぱんく』 1994年5月30日発売[1]、茜新社〈アカネコミックス〉、ISBN 4-87182-104-8
13. 『SALA VS PASTA』 1995年7月24日[4]（1995年6月発売）、シュベール出版〈シュベールコミックス〉、ISBN 4-88332-046-4
14. 『SHAMPOO numbering”SOAP”2』 1995年8月5日[1]（1995年6月発売）、富士美出版〈富士美コミックス〉、ISBN 4-89421-121-1
15. 『小悪魔ちっくにご用心』 1996年2月29日発売[5]、フランス書院〈フランス書院コミック文庫〉、ISBN 4-8296-7330-3
16. 『RINSE numbering”SOAP”3』 1996年6月20日[5]（1996年5月発売）、富士美出版〈富士美コミックス〉、ISBN 4-89421-162-9
17. 『READ ME』 1996年12月15日[5]（1996年11月発売）、富士美出版〈富士美コミックス〉、ISBN 4-89421-188-2
18. 『Miss Moon』 1997年6月1日[5]（1997年5月発売）、ワニマガジン社〈ワニマガジンコミックス〉、ISBN 4-89829-319-0
19. 『家庭教師☆小夜香』 1997年7月31日発売[5]、フランス書院〈フランス書院コミック文庫〉、ISBN 4-8296-7361-3
20. 『DOCTOR STOP』 1998年3月15日[5]（1998年2月発売）、富士美出版〈富士美コミックス〉、ISBN 4-89421-262-5
21. 『幻想少女図鑑』 1998年6月30日初版発行[6]（1998年5月発売）、蒼竜社〈プラザCOMIX〉、ISBN 4-915483-96-7
22. 『FATE（フェイト）～Super SISTER FATE～』 1999年1月25日初版発行[6]（1998年12月発売）、蒼竜社〈プラザCOMIX〉、ISBN 4-88386-014-0
23. 『わん・ないと・SISTER』 1999年7月5日[6]（1999年5月発売）、富士美出版〈富士美コミックス〉、ISBN 4-89421-329-X
24. 『DARLING2（だーりん・だーりん）』 2000年7月5日[6]（2000年5月発売）、富士美出版〈富士美コミックス〉、ISBN 4-89421-380-X
25. 『MASUMI』 2001年2月1日[6]（2001年1月発売）、ワニマガジン社〈ワニマガジンコミックス〉、ISBN 4-89829-424-3
26. 『楽しい家庭の教育』 2001年11月1日初版発行[6]（2001年9月発売）、富士美出版〈富士美コミックス〉、ISBN 4-89421-442-3
27. 『べびー・ふぇいすっ！』 2002年11月5日[6]（2002年9月発売）、富士美出版〈富士美コミックス〉、ISBN 4-89421-495-4
28. 『EDEN』 2004年1月発売、富士美出版〈富士美コミックス〉、ISBN 4-89421-558-6
29. 『HA-HA』 2004年6月発売、富士美出版〈富士美コミックス〉、ISBN 4-89421-577-2
30. 『天国にいちばん遠い家』 2005年3月1日[7]（2005年2月発売）、ワニマガジン社〈ワニマガジンコミックス〉、ISBN 4-89829-963-6
31. 『SISTER WORK -しすたー・わーく-』 2005年4月発売、フロム出版〈ベルコミックス〉、ISBN 4-89447-168-X
32. 『教えて・Teacher』 2005年7月初版発行（2005年6月発売）、フロム出版〈ベルコミックス〉、ISBN 4-89447-170-1
33. 『誘惑・家庭教師 SOAP1』 2005年10月初版発行（2005年9月発売）、フロム出版〈ベルコミックス〉、ISBN 4-89447-174-4
34. 『センセイの秘蜜 SOAP2』 2005年12月（2005年11月発売）、フロム出版〈ベルコミックス〉、ISBN 4-89447-176-0
35. 『ナイショの課外授業 SOAP3』 2006年2月発売、フロム出版〈ベルコミックス〉、ISBN 4-89447-179-5
36. 『或る未亡人の肖像』[8] 2006年4月発売、ワニマガジン社〈ワニマガジンコミックススペシャル〉、ISBN 4-89829-992-X
37. 『mamma mia！』 2006年6月発売、富士美出版〈富士美コミックス〉、ISBN 4-89421-685-X
38. 『ヒミツのCOMPLEX SOAP4』 2007年2月発売、フロム出版〈ベルコミックス〉、ISBN 978-4-89447-250-1
39. 『中までどうぞ♥』 2007年8月25日発行[9]、茜新社〈TENMA COMICS〉、ISBN 978-4-87182-941-0
40. 『セレブの棲む家』[10] 2008年1月初版発行（2007年12月発売）、ワニマガジン社〈ワニマガジンコミックススペシャル〉、ISBN 978-4-86269-042-5
41. 『MAMAMA 初回限定版』 2008年1月25日発行[11]、茜新社〈TENMA COMICS〉、ISBN 978-4-87182-963-2
42. 『MAMAMA』（新装重版） 2009年4月17日発行[12]、茜新社〈TENMA COMICS〉、ISBN 978-4-86349-060-4
43. 『淫乳妻の園』[13] 2009年7月初版発行（2009年6月発売）、ワニマガジン社〈ワニマガジンコミックススペシャル〉、ISBN 978-4-86269-094-4
44. 『ママの子宮にいらっしゃい♥』 2009年12月26日発行[14]（2009年12月25日発売[15]）、茜新社〈TENMA COMICS〉、ISBN 978-4-86349-122-9
45. 『ママに射精しちゃダメぇ～！』 2010年11月26日発行[16]（2010年11月25日発売[17]）、茜新社〈TENMA COMICS〉、ISBN 978-4-86349-188-5
46. 『美乳少女と艶乳ママ』[18] 2011年10月発売、ワニマガジン社〈ワニマガジンコミックススペシャル〉、ISBN 978-4-86269-180-4
47. 『妹はアイドル!?』 2012年6月28日発行[19]（同日発売[20]）、茜新社〈TENMA COMICS〉、ISBN 978-4-86349-297-4
48. 『ママが受精し（うけとめ）てあげる』 2013年6月22日発売[21]、茜新社〈TENMA COMICS〉、ISBN 978-4-86349-368-1
49. 『母子相・談』 2014年11月28日発売[22]、茜新社〈TENMA COMICS〉、ISBN 978-4-86349-462-6
50. 『蜜ノ月』 2015年6月27日発売[23]、茜新社〈TENMA COMICS〉、ISBN 978-4-86349-511-1

### 画集
- 『飛龍乱 画集 YOUR EYES ONLY』 2002年3月発売、ワニマガジン社〈WANI PIX〉、ISBN 4-89829-838-9

### アニメビデオ
- MaMa1
- MaMa2

## 関連人物
山本直樹（森山塔）
師匠。山本が『スピリッツ』と『スコラ』の仕事を受け、多忙の時期にヘルプで現場に入った。
奥浩哉
山本の現場でのアシスタント仲間。